# Кавалерян Карен Артаваздович
Карен Артаваздович Кавалерян (нар.. 5 червня 1961, Москва, СРСР) — радянський і російський поет-пісняр, драматург, член Союзу письменників Москви і Росії. У період з 1985 по 2015 рік видав понад 1000 пісень російською та англійською мовами, які увійшли до репертуару російських зірок. Автор лібрето кількох музичних вистав. Рекордсмен конкурсу пісні Євробачення.

## Біографія
Народився в Москві 5 червня 1961 року в родині військовослужбовця і викладачки англійської мови. Після закінчення школи навчався у Московському автомобільно-дорожньому інституті (1978—1984 рр.).
Навесні і влітку 1980 року, під час академічної відпустки, працював звукорежисером в Москонцерті з жіночим ВІА «Москвички» та Валерієм Ободзинським.
У 1983 році на базі інститутського студентського клубу Карен Кавалерян організував фанк-соул бенд, до складу якого входили, зокрема, нині відомий естрадний співак Сергій Пєнкін, Володимир Варган (екс-вокаліст групи «Високосное літо»), бас-гітарист Тимур Муртузаєв (група «Браво») і клавішник Валерій Ажажа (група «Мозаїка»).

## Творчість

### Рок-культура (1985—1990 рр ..)
- 1985 — пише свою першу пісню «Старий готель» для групи Московська рок-лабораторія «Браво», яка згодом стає великим хітом.
- 1986 — починає працювати з групою «Бригада С», для якої створює тексти пісень «Людина в капелюсі», «Бродяга» і ряд інших.
- 1987 — під псевдонімом М. Каренов співпрацює з групою «Чорна кава».
- 1988 — у співавторстві з лідером групи «Рок-ательє» Кріс Кельмі створює свій перший мега-хіт «Нічне рандеву».
- 1989 — бере участь в супер-проекті «Парк Горького», написавши англійською мовою текст пісні «Fortress», яка виходить роком пізніше на американському релізі групи, випущеному компанією PolyGram Records.

У період з 1985 по 1990 рік і пізніше також працював з групами «Альфа», «Ліга блюзу», «Тайм-аут», «Доміно», «Рондо», «Легіон», «Кураж», з Ольгою Кормухіною, музикантами групи «Машина часу» Петром Підгородецьким та Олександром Кутіковим (сольні альбоми «Танці на даху» і «Демони любові») і багатьма іншими.

### Поп-культура (1991—2010рр..)
- 1991 — починає співпрацю з поп-виконавцями, незмінно потрапляючи на вершини хіт-парадів: з Сергієм Мінаєвим, Вадимом Услановим, Володимиром Пресняковим, тріо «Ліцей», Олегом Газмановим, Аллою Пугачовою.
- з 1997 по 2000 рік практично не складає пісень, займаючись рекламним бізнесом.
- 2001 — повертається до шоу-бізнесу, підписавши контракт з однією з провідних на той момент продюсерських компаній FBI-Music, очолюваної Кімом Брейтбургом і Євгеном Фрідляндом. Першим результатом співпраці став супер-хіт «Дівчинка з півночі» і його англомовна версія «Northern Girl», з якою група «Прем'єр-міністр» виграла національний відбір до конкурсу «Євробачення».

Надалі продовжував плідно співпрацювати з групою, створивши ряд радіо-хітів: «Проста арифметика», «Наташка», «Два квитки в літо», «Дві хвилини», «Ну навіщо» (російськомовна кавер-версія італійського супер-хіта 80-х «Cosa Sei», який співає група Ricchi e Poveri), аж до розпаду канонічного складу групи в 2006 році.
- 2003 — став автором гімну «Зажигай!» популярної програми «Народний артист» на каналі «Росія-1», надалі створивши репертуар для переможців проекту: Олексія Гомана, Олександра Панайотова, Олексія Чумакова і групи «Асорті».
- Крім роботи на FBI-Music, відзначився в той час хітами для зірок російської естради: Філіпа Кіркорова, Лариси Доліної, Сосо Павліашвілі, Михайла Шуфутинського, Григорія Лепса, Крістіни Орбакайте та багатьох інших.
- 2008 — став автором Офіційного гімну Олімпійської заявки Росії Сочі-2014 «Ігри, які ми заслужили» (автор музики — Микола Арутюнов), представленого Софією Ротару, Філіпом Кіркоровим, Дімою Біланом, Володимиром Пресняковим, Валерією та Юлією Савичевою.
- 2014 — став співавтором Офіційної пісні закриття Паралімпійських ігор Сочі-2014 «Паралімпійський хор» (автор музики — Юрій Потєєнко), яку виконали Хосе Каррерас, Діана Гурцкая та Нафсет Ченіб.

### Євробачення (2002—2013рр.)
Поряд з німецьким композитором Ральфом Зигелем і шведом Томасом Г: соном є абсолютним рекордсменом конкурсу Євробачення за кількістю країн (5), представлених на конкурсі.
| Країна   | Рік  | Пісня               | Виконавець        | Місце | Композитор       |
| -------- | ---- | ------------------- | ----------------- | ----- | ---------------- |
| Росія    | 2002 | «Northern Girl»¹    | «Премьер-министр» | 10    | Кім Брейтбург    |
| Росія    | 2006 | «Never Let You Go»² | Діма Білан        | 2     | Олександр Лунєв  |
| Білорусь | 2007 | «Work Your Magic»   | Дмитро Колдун     | 6     | Філіп Кіркоров   |
| Вірменія | 2007 | «Anytime You Need»³ | Айко              | 8     | Айко             |
| Україна  | 2008 | «Shady Lady»        | Ані Лорак         | 2     | Філіп Кіркоров   |
| Грузія   | 2008 | «Peace Will Come»   | Діана Гурцкая     | 11    | Ким Брейтбург    |
| Вірменія | 2010 | «Apricot Stone»     | Єва Рівас         | 7     | Армен Мартіросян |
| Україна  | 2013 | «Gravity»           | Злата Огнєвіч     | 3     | Михайло Нєкрасов |

Тексти кількох пісень написані у співавторстві:
1 Євген Фрідлянд і Ірина Антонян
2 Ірина Антонян
3 Айко (частина вірменською мовою)

### Театр (2009-по теперішній час)
З 2009 року поступово відходить від пісенної роботи, все більшу увагу приділяючи театральним проектам і створенню п'єс, лібрето і текстів арій.
| Проект¹                         | Автор музики   | Прем'єра | Театр | Режисер            |
| ------------------------------- | -------------- | -------- | --- | ------------------ |
| «Голубая камея» мюзикл          | Кім Брейтбург  | 2009     | Російський драматичний театр республіки Башкортостан, м. Уфа                                                                             | Михайло Рабинович  |
| «Голубая камея» мюзикл          | Кім Брейтбург  | 2010     | Театр музичної комедії, м Красноярськ | Микола Андросов    |
| «Голубая камея» мюзикл          | Кім Брейтбург  | 2011     | Державний академічний театр республіки Білорусь, м. Мінськ                                                                               | Микола Андросов    |
| «Голубая камея» мюзикл          | Кім Брейтбург  | 2013     | Театр музичної комедії, м. Оренбург | Микола Андросов    |
| «Дубровський» мюзикл            | Кім Брейтбург  | 2010     | Театр музичної комедії, Новосибірськ | Олександр Лебедєв  |
| «Дубровський» мюзикл            | Кім Брейтбург  | 2014     | Спільний проект Державного академічного театру республіки Білорусь і Білоруського державного університету культури і мистецтв, м. Мінськ | Микола Андросов    |
| «Дубровський» мюзикл            | Кім Брейтбург  | 2015     | Державний академічний музичний театр Республіки Крим, г. Сімферополь                                                                     | Володимир Косів    |
| «Дубровський» мюзикл            | Кім Брейтбург  | 2015     | Театр музичної комедії, м. Оренбург | Микола Андросов    |
| «Дубровський» мюзикл            | Кім Брейтбург  | 2016     | Свердловська державна дитяча філармонія, г. Екатеринбург                                                                                 | Микола Андросов    |
| «Дубровський» мюзикл            | Кім Брейтбург  | 2016     | Волгоградський музичний театр, м Волгоград                                                                                               | Олександр Кутявина |
| «Дубровський» мюзикл            | Кім Брейтбург  | 2017     | Музичний театр Кузбасу ім. А. Боброва, м Кемерово                                                                                        | Микола Андросов    |
| «Дубровський» мюзикл            | Кім Брейтбург  | 2017     | Нижегородський камерний музичний театр ім. В. Степанова, м Нижній Новгород                                                               | Сергій Міндрін     |
| «Дубровський» мюзикл            | Кім Брейтбург  | 2018     | Ставропольський академічний театр драми імені М. Ю. Лермонтова, р Ставрополь                                                             | Михайло Ковальчик  |
| «Дубровський» мюзикл            | Кім Брейтбург  | 2018     | Саратовський театр оперети, м Саратов | Олександр Прокопов |
| ' «Джейн Ейр»' мюзикл           | Кім Брейтбург  | 2014     | Театр «Московська оперета», г. Москва | Аліна Чевік        |
| ' «Джейн Ейр»' мюзикл           | Кім Брейтбург  | 2016     | Державний академічний театр республіки Білорусь, м. Мінськ                                                                               | Микола Андросов    |
| ' «Джейн Ейр»' мюзикл           | Кім Брейтбург  | 2018     | Даугавпилсский театр, м Даугавпілс (Латвія)                                                                                              | Олег Шапошников    |
| «Територія пристрасті» ² мюзикл | Гліб Матвейчук | 2014     | Театр естради, г. Москва | Олександр Балуєв   |
| «Дюймовочка і Принц» мюзикл     | Кім Брейтбург  | 2017     | Російський драматичний театр республіки Башкортостан, г. Уфа                                                                             | Анастасія Гриненко |

1 Автор лібрето і текстів арій мюзиклів — Карен Кавалерян
2 Автор лібрето — Валерій Яременко, автор текстів музичних номерів — Карен Кавалерян

## Особиста дискографія
- 1992 — «Рандеву Карена Кавалеряна», збірник найкращих пісень 1986—1992 рр., «RiTonis», LP
- 1995 — «Ніч у Бухарі», збірник кращих пісень 1986—1995 рр., «Синтез рекордс», CD
- 1999 — «Ти зроблена з вогню», збірник кращих пісень 1996—1999 рр., студія «Союз», CD
- 2003 — «Радіо бейбі», збірник кращих пісень 1999—2003 рр., «Синтез рекордс», CD

## Нагороди та номінації
- 18-разовий лауреат телевізійного фестивалю «Пісня року»
- 10-кратний лауреат телевізійного фестивалю «Нові пісні про головне»
- номінант російської національної музичної премії «ПРОФІ» на звання «Кращий поет-пісняр» 1991 року
- лауреат Почесної премії Російського Авторського Товариства «За внесок у розвиток науки, культури і мистецтва» 2007 року
- лауреат національної музичної премії республіки Вірменія «Ташир» 2008 року «За унікальні творчі досягнення»
- кавалер громадської нагороди — орден «Миротворець» 2 ступеня у 2006 році
- кавалер медалі ім. А. Чехова Спілки письменників Росії в 2010 році

## Пісні-лауреати

### Телевізійний фестиваль «Пісня року»
1. Нічне рандеву — група «Рок-Ательє»
2. Дівчинка з півночі — група «Прем'єр-міністр»
3. Чекає тебе грузин — Сосо Павліашвілі
4. Проста арифметика — група «Прем'єр-міністр»
5. Радіо бейбі — Філіп Кіркоров
6. Два квитка в літо — група «Прем'єр-міністр»
7. Снилося мені — Олександр Маршал
8. Звичайна історія — Філіп Кіркоров
9. Ча-ча-ча — Лайма Вайкуле
10. Квіти під снігом — Лариса Доліна
11. Маша — Володимир Пресняков
12. Ворожка — Алла Пугачова і група «Штар»
13. Never let you go — Діма Білан
14. Згадуйте грузина — Сосо Павліашвілі
15. Work your magic — Дмитро Колдун
16. Shady Lady / В небо — Ані Лорак
17. Між небом і землею — Стас Михайлов
18. Ніжна — Крістіна Орбакайте

### Телевізійний фестиваль «Нові пісні про головне»
1. Ніч є ніч — Діана Гурцкая
2. Місячна мелодія — Лариса Доліна та Олександр Панайотов
3. Ти буди мене — Крістіна Орбакайте
4. Наташка — група «Прем'єр-міністр»
5. Снилося мені — Олександр Маршал і Вікторія Дайнеко
6. Два квитка в літо — група «Прем'єр-міністр»
7. Кроки по битому склу — Анастасія Стоцька
8. Квіти під снігом — Лариса Долина
9. Де живе любов — Олександр Буйнов
10. В небо — Ані Лорак

## Хіти (top-30)
- Старый отель — гурт «Браво», 1985
- Человек в шляпе — гурт «Бригада С», 1986
- Бродяга — гурт «Бригада С», 1987
- Ночное рандеву — гурт «Рок-Ателье», 1988
- Fortess — гурт «Gorky Park», 1988
- Танцы на воде — Вадим Усланов, 1989
- Свеча на ветру — Сергій Мінаєв, 1990
- Замок из дождя — Володимир Прєсняков, 1992
- Маша — Володимир Прєсняков, 1993
- Ты сделана из огня — Вадим Усланов, 1996
- Московское время — Алла Пугачова, 1997
- Мне не нравится дождь — Олег Газманов, 1998
- Девочка с севера — грурт «Премьер-министр», 2001
- Ждёт тебя грузин — Сосо Павліашвілі, 2002
- Танго разбитых сердец — Григорій Лепс, 2002
- Ну зачем / Cosa Sei — гурт «Премьер-министр», 2003
- Радио-бэйби — Філіп Кіркоров, 2003
- Зажигай — учасники програми «Народный артист», 2003
- Лунная мелодия — Лариса Доліна и Олександр Панайотов, 2004
- Две минуты — гурт «Премьер-министр», 2004
- Цветы под снегом — Лариса Доліна, 2005
- Соло — Михайло Шуфутинський, 2005
- Обычная история — Філіп Кіркоров, 2005
- Never let you go — Діма Білан, 2006
- Лабиринт — Григорій Лепс, 2006
- Work your magic — Дмитро Колдун, 2007
- Сочи-2014 (гімн офіційної заявки сочинської Олімпіади) — Діма Білан, Валерія, Софія Ротару, Юлія Савічева, Володимир Прєсняков, 2008
- Замерзает солнце — Григорій Лепс, 2008
- Shady Lady — Ані Лорак, 2008
- Нежная — Крістіна Орбакайте, 2010